# Döner kebab

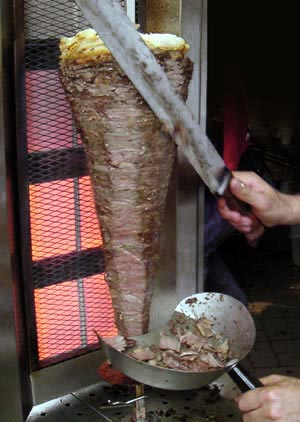
A carne do döner é fatiada de um espeto giratório. Atrás dele, a grelha a gás, utilizada para assar a carne.

Döner kebab (em turco: döner kebap, literalmente "espeto giratório") é um prato nacional turco, feito de carne assada num espeto vertical e fatiada antes de ser servida. A carne pode ser de cordeiro, carneiro, bovina, caprina, ou frango. Alguns dos nomes alternativos também utilizados para o prato, muito comum em todo o Oriente Médio e na região européia dos Bálcãs, são kebab, donair, döner, ντονερ, doner ou donner. O döner kebab também está relacionado a diversos outros pratos similares das culturas vizinhas, como o shawarma e o gyros. Uma versão desenvolvida para agradar o gosto dos alemães, feita por imigrantes turcos residentes em Berlim, tornou-se uma das fast-foods mais populares da Alemanha, e muitos expatriados turcos exportam os döners "alemães" de volta para seu país natal.
No Brasil o döner kebab é comercializado com o nome de churrasco grego, normalmente em barracas de rua e pequenos estabelecimentos comerciais nos centros das grandes capitais.

## História

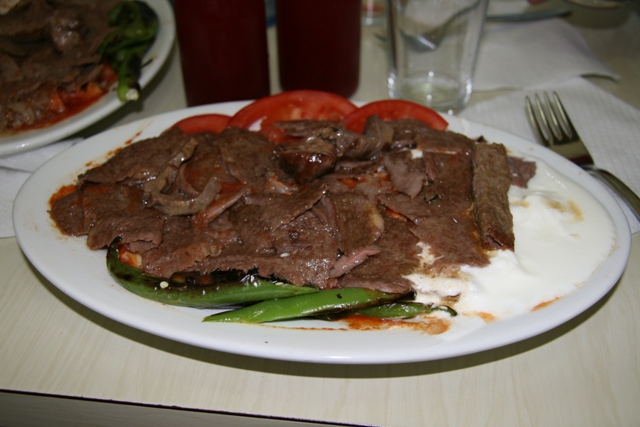
İskender kebap.

A forma original do atual döner kebab vem do cağ kebab. Originalmente era grelhado horizontalmente, e suas fatias eram mais grossas, depois que um espeto especial, em forma de L, chamado oltu shish, era inserido sobre sua superfície. No século XIX, a forma atual foi inventada na cidade de Bursa, na Turquia; este prato, conhecido como İskender kebap ("kebab de Alexandre"), ainda é servido em muitas cidades do país.
Hoje em dia o döner kebab é servido costumeiramente na forma de carne em um tipo de sanduíche feito com um pequeno pide (pão pita turco). O döner kebab com salada e diversos molhos, servido em diversos países europeus, foi inventado em Berlim-Kreuzberg, na década de 1970, pois o preparo original do prato não agradava o gosto dos alemães; desde então, o prato se tornou um dos tipos de fast-food mais populares no país.

## Preparo da carne

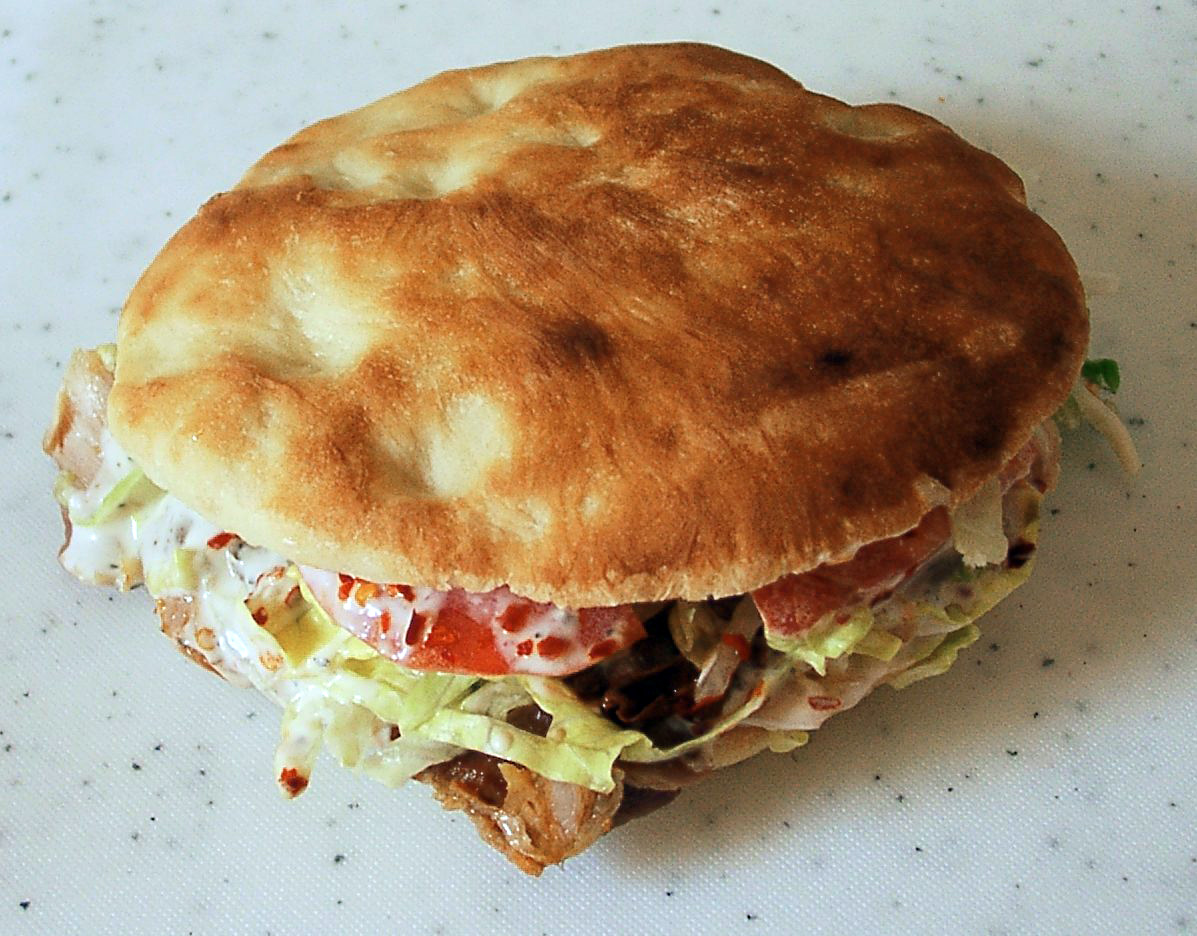
Sanduíche de döner kebab servido num pão pita turco (pide).

A carne utilizada para se fazer os döner kebabs pode ser de cordeiro, bovina, vitela ou frango e, raramente, porco. Geralmente um sanduíche de döner é servido com uma salada feita de alface fatiada, tomates e cebolas, por vezes com repolho e pepino. Freqüentemente adiciona-se diversos molhos, alguns picantes, ou feitos com iogurte (tzatziki). Os donairs feitos da costa atlântica do Canadá são quase sempre feitos com um molho de alho agridoce, chamado de donair sauce. A maioria dos vendedores de kebab na Europa também vendem batatas fritas, que podem ser servidas como acompanhamento, ou enroladas juntamente com a carne e a salada. Por vezes podem-se acrescentar ingredientes ainda mais variados, como homus (pasta de grão-de-bico), tahini (pasta de gergelim) ou queijo branco turco.
Existem duas maneiras básicas de se preparar a carne para os döner kebabs:
- O método mais comum e autêntico é o de empilhar diversas fatias temperadas de carne sobre um espeto vertical em forma de cilindro. Esta pilha é então assada pelas grelhas movidas a eletricidade ou gás natural localizadas em volta do espeto. Tomates e cebolas podem ser acrescentados ao topo da pilha, para que seus sucos naturais escorram para a carne, mantendo-a úmida.
- Alguns locais mais populares servem uma combinação de carne temperada, fatiada e moída, cozida sobre uma grelha tradicional, como sendo döner kebab. Na Alemanha estabeleceu-se que a proporção de carne moída na mistura não poderia ultrapassar os 60% (Festschreibung der Berliner Verkehrsauffassung für das Fleischerzeugnis Dönerkebap).[3]

As carnes são cortadas do espeto através de facas muito longas e afiadas, ou, por vezes, facas elétricas — que produzem fatias mais finas, aumentando o número de porções obtidas de uma pilha de carne.